# Odontomyia emarginata
Odontomyia emarginata är en tvåvingeart som beskrevs av Macquart 1838. Odontomyia emarginata ingår i släktet Odontomyia och familjen vapenflugor. Inga underarter finns listade i Catalogue of Life.